# HMS Sutherland (F81)
Pour les articles homonymes, voir HMS Sutherland.
Le HMS Sutherland (pennant number : F81) est une frégate de type 23 de la Royal Navy britannique. C’est le treizième navire de la classe Duke et le troisième navire à porter ce nom, plus de 200 ans après la dernière utilisation du nom.
Il a été lancé en 1996 par Lady Christina Walmsley, épouse de Sir Robert Walmsley, KCB. Avant cette occasion, les navires de la Royal Navy avaient toujours été mis à l’eau avec une bouteille de champagne, mais Lady Walmsley a rompu avec la tradition et a utilisé une bouteille de whisky écossais Macallan.

## Historique opérationnel

### 1997-2000
Le HMS Sutherland a été déployé aux îles Falkland au cours de l’hiver 1998-1999. En 2000, il a fait partie de la force opérationnelle NTG2000. C’était la première fois que des navires de la Royal Navy ont fait le tour du monde depuis 1986.

### 2001-2010
Après avoir accosté à Invergordon, le HMS Sutherland a reçu la liberté du comté de Sutherland lors d’une cérémonie à Dornoch le 18 septembre 2004,. Une visite ultérieure à Invergordon en mars 2011 a été écourtée, avec des « engagements opérationnels » comme explication,. Il a finalement été révélé qu’il s’agissait d’un déploiement dans le cadre du premier déploiement du groupe opérationnel de la Force d’intervention du Royaume-Uni (RFTG), nommé COUGAR 11. Le HMS Sutherland est retourné à Invergordon en avril 2013.

### Depuis 2011
En mai 2011, le HMS Sutherland a fait une escale à Patras, en Grèce, après avoir participé à des exercices au large de la Crète après quoi il a été impliqué dans les opérations au large des côtes de Libye. Le 16 juin 2011, le HMS Sutherland s’est rendu dans la baie de Souda en Crète pour commémorer le 70e anniversaire de la bataille de Crète, avant de se rendre à Kalamata en Grèce pour participer à d’autres commémorations de la Seconde Guerre mondiale. Le 24 juillet 2011, le HMS Sutherland est retourné sur les côtes libyennes dans le cadre de l’opération Ellamy.
Le 18 octobre 2011, le Sutherland est passé sous le Tower Bridge à Londres et s’est amarré à côté du HMS Belfast, repassant sous le pont le 22 octobre 2011.
En 2012, il a fait partie de la Task Force COUGAR 12. Il a participé à l’exercice Joint Warrior 2013.
Le HMS Sutherland participe à l’exercice Griffin Strike de 2016, un exercice combiné franco-britannique. Le HMS Sutherland a escorté la frégate russe Amiral Grigorovitch à travers la Manche en mai 2016. En avril 2017, le HMS Sutherland est à nouveau chargé d’escorter des navires de guerre russes dans la Manche, en l’occurrence les corvettes Soobrazitelnyy et Boikiy, de classe Steregouchtchi.
Le HMS Sutherland a été le premier navire affecté à l’escorte du HMS Queen Elizabeth lorsqu’il a entrepris des essais en mer en juin 2017.
En 2018, le HMS Sutherland a été déployé dans l’océan Pacifique. Une partie de sa mission consistait à « poursuivre la campagne de pression sur la Corée du Nord » et, à son retour, il a traversé la mer de Chine méridionale pour faire valoir les droits de libre navigation contre les revendications chinoises.
Au début de 2019, il a servi de banc d'essai pour un support intégré pour le Lightweight Multirole Missile (LMM) et le canon de 30 mm, réalisant avec succès des tirs contre une cible de la taille d’un bateau à moteur sur le champ de tir d’Aberporth au Pays de Galles. En avril 2021, le HMS Sutherland a entamé un carénage à long terme pour intégrer des missiles surface-air Sea Ceptor ainsi que d’autres modernisations.